# أوسكار لوبيز (لاعب كرة قدم)
أوسكار لوبيز (بالإسبانية: Óscar López Vázquez)‏ (2 أبريل 1939 بميديلين في كولومبيا - 20 ديسمبر 2005 بكالي في كولومبيا) هو لاعب كرة قدم كولومبي في مركز الدفاع، شارك في كأس العالم 1962. وشارك مع منتخب كولومبيا لكرة القدم. أما مع النوادي، فقد لعب مع أونس كالداس وديبورتيفو كالي.

## وصلات خارجية
- أوسكار لوبيز على موقع الاتحاد الدولي (مؤرشف)  (الإنجليزية)
- أوسكار لوبيز على موقع قاعدة بيانات كرة القدم.إي يو (الإنجليزية)
- أوسكار لوبيز على موقع ناشيونال فوتبول تيمز (الإنجليزية)
- أوسكار لوبيز على موقع عالم كرة القدم.نت (الإنجليزية)